# Philippe Tanneur
Philippe Tanneur né à Marseille le 20 février 1795 et mort le 19 janvier 1878 dans la même ville
est un peintre français.

## Biographie

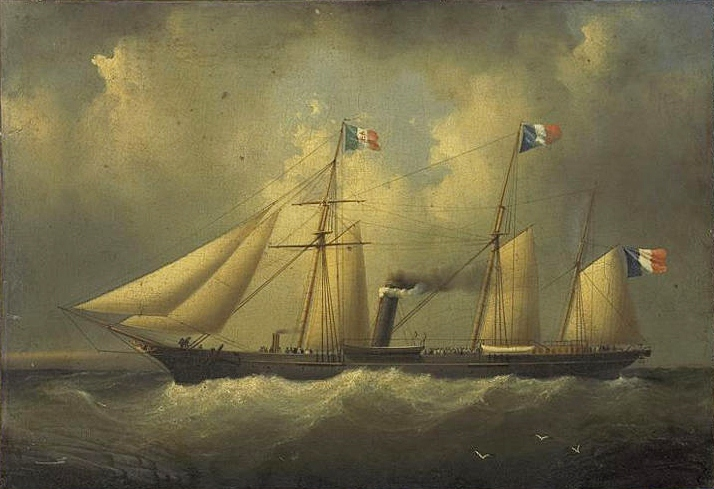
En route pour le Mexique

Fils de canonnier, Philippe Tanneur naît à Marseille dans le fort Saint-Jean en 1795 et commence une vie aventureuse : il est d'abord mousse puis corsaire mais à la suite d'une blessure au pied il renonce à cette carrière pour entrer comme musicien dans le corps des douanes. Il travaille ensuite dans une tonnellerie et crée dans le quartier des Catalans un petit atelier de peintre en bâtiment. L'enseigne de son magasin sur laquelle il peignit une vue des Catalans attira l'attention de personnages influents qui le déterminèrent à s'installer à Paris où il fut présenté à la duchesse de Berry qui le fit admettre dans l'atelier de Horace Vernet.
Il se marie très jeune  à Marseille le 3 juin 1813 avec Claire Joséphine Bourgarel. Le couple aura plusieurs enfants, mais un seule une fille atteindra l'âge adulte, Camille Marie Tanneur (1822-1882).
Il expose au Salon de 1827 Combat du Vengeur et au Salon de 1829 Souvenir de Vérone et Embarcation prenant terre par un vent frais. Il y rencontre un grand succès à la suite duquel il est désigné par Charles X pour accompagner le corps expéditionnaire d'Alger afin de peindre le débarquement des troupes. Son grand talent lui valut d'autres protections, celles de Louis-Philippe ou du tsar Nicolas Ier, mais son caractère très difficile les lui fit perdre les unes après les autres. Ainsi après un voyage en Russie où il reçut la protection du tsar et où il entra à l'Académie impériale des beaux-arts où il eut comme élève Ivan Aïvazovski, on lui donna vingt-quatre heures pour quitter la ville de Saint-Pétersbourg.
Alors qu'il se rend en Amérique avec sa famille, son bateau le steamer le Humbolt fait naufrage le 18 décembre 1855 à Halifax ; les passagers furent presque tous sauvés et l'artiste peignit une toile de ce naufrage.

## Distinctions
- En 1834 il est fait chevalier de la Légion d'honneur.
- Le poète Pierre Bernard lui a dédié une poésie[4].

## Œuvres dans les musées
En France
- Musée des Beaux-Arts de Marseille : 
  - L'escadre ramenant le corps de l'amiral Bruat[5],
  - Philippe Tanneur, peintre[6]
  - Vue de l'entrée du port de Marseille[7].
- Musée de Compiègne : En route pour le Mexique[8].
- Musée des Beaux-Arts de Nantes : Marine[9].
- Musée des Beaux-Arts de Brest : Scène de naufrage, 1850, huile sur toile[10].

En Grande-Bretagne
- Royal Collection : Vue de Douvres, 119 × 156 cm, ce tableau a été acheté par la reine Victoria en 1840[11].